# Horní Bříza

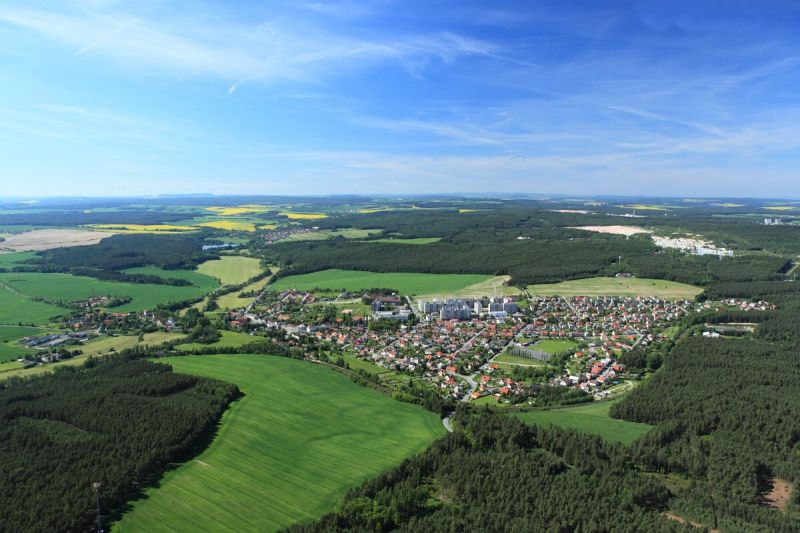
Luftbild Horní Bříza

Horní Bříza (deutsch Ober Birken) ist eine Stadt in Tschechien. Sie befindet sich 15 Kilometer nördlich von Pilsen und gehört zum Okres Plzeň-sever.

## Geographie
Die Stadt liegt in den südwestlichen Ausläufern des Rakonitzer Hügellandes am linken Ufer der Bělá entlang ihres Zuflusses Bílý Potok. Sie ist von Waldgebieten umgeben, in denen ein größerer Kaolintagebau betrieben wird.
Nachbarorte sind Kaznějov im Norden, Obora im Nordosten, Býkov und Hromnice im Osten, Česká Bříza und Třemošná im Südosten, Záluží im Süden, Ledce im Südosten, Žilov und Tatiná im Westen sowie Trnová im Nordwesten.

## Geschichte
Die erste Erwähnung des Dorfes Březí stammt aus dem Jahre 1180. Zum Ende des 14. Jahrhunderts entstand rechts der Bělá das Dorf Schirmen (Čermná). Im Laufe der Zeit hatten die Dörfer eine Vielzahl von Besitzern und vereinigten sich 1848 nach der Ablösung der Patrimonialherrschaften zur Gemeinde Hořejší Březí. Bis zu dieser Zeit war der Ort bedeutungslos und seine Bewohner lebten von der Landwirtschaft.
Der Aufschwung begann in der Mitte des 19. Jahrhunderts mit dem Kohlebergbau bei der Einschicht Čabalky im Norden des Dorfes und der Errichtung der Vitriolsiederei und Schwefelsäurefabrik Pod Horami. 1865 zerstörte ein Feuer große Teile des Dorfes. Als zwischen 1871 und 1873 die Eisenbahn von Pilsen nach Podersam entstand, führte sie noch am Ort vorbei.
1882 wurde in den Wäldern nördlich von Ober Birken eine große Kaolinlagerstätte entdeckt und der Industrielle und Bergbauunternehmer Johann Fitz errichtete ein Schlämmwerk für Kaolin. 1885 gründete Fitz eine keramische Fabrik, die 1899 Teil der Westböhmischen Kaolin- und Chamottewerke AG wurde. 1893 erhielt das Dorf einen Eisenbahnanschluss.
Seit 1994 ist Horní Bříza eine Stadt. Nach wie vor dominiert der Kaolinbergbau und die Keramika Horní Bříza ist das größte Unternehmen der Stadt.

## Ortsgliederung
Horní Bříza hat keine Ortsteile.

## Partnerstädte
- Villeneuve-sur-Yonne, Frankreich

## Sehenswürdigkeiten
- neogotische Kapelle mit sechseckigen Grundriss, 1840 erbaut
- Denkmal für 35 Tote des KZ-Todesmarsches vom April 1945 auf dem Friedhof, gefertigt aus Keramik
- Museum der Westböhmischen Keramischen Werke

## Söhne und Töchter der Stadt
- Zdeněk Bláha (* 1929), Volksmusiker und Komponist